# スティーブン・ゴストコウスキー
スティーブン・キャロル・ゴストコウスキー（Stephen Carroll Gostkowski、1984年1月28日 - ）は、アメリカ合衆国ルイジアナ州バトンルージュ出身のアメリカンフットボール選手である。ポジションはプレースキッカー(PK)。現在はフリーエージェント。
スーパーボウルにはペイトリオッツ時代に6度出場し、うち3回優勝している。

## 幼少期から高校時代
1984年に、ルイジアナ州バトンルージュで生まれる。
出身高校は、ミシシッピ州マディソンのマディソンセントラル高校で、チームメイトには元49ersエグゼクティブのパリス・ハラルソンや、元シアトル・シーホークスのセンター (C)のクリス・スペンサーがいた。高校では、フットボールとサッカー、野球の３つのスポーツ全てにおいて大学代表に選ばれた。また、55ヤードのフィールドゴールは、学校記録となっている。
また、ホッケーをしていた際に前歯を2本失い、代わりに大きすぎる入れ歯を入れていたため、ニックネームは「ビーバー」と呼ばれていた。

## 大学時代
メンフィス大学のベースボールチームでプレーするためにスポーツ奨学金を受け取り、入学したものの、入学後は大学のフットボールチームにウォークオンとして入部することを決めた。大学時代はフットボールチームでプレーする傍ら、スポーツ科学を専攻していた。大学でのキャリアを通じて、FGを92本中70本成功させ、合計369点を記録し、学校記録を打ち立てるとともに、NCAAディビジョンⅠ-Ａの歴史において13位の記録を残した。
3年生シーズンの2004年と4年生シーズンの2005年の両方でオールカンファレンスUSAの第1チームに選ばれ、2005年にはカンファレンスUSAのスペシャルチームプレーヤー・オブ・ザ・イヤーに選ばれた。
4年生シーズンの2005年には、キックオフも任され、68回のキックオフで39回のタッチバックを記録した。また、ゴストコウスキーは当時NCAAで一般的に使用されていた2インチのティーではなく、NFLで使用されている1インチのティーを使用していたため、NFLのタレントスカウトも彼の才能を正確に知ることができた。
2005年のヒューストン大学戦で、自身のオンサイドキックをリカバーするという珍しい偉業を成し遂げた。

## プロキャリア

### ニューイングランド・ペイトリオッツ時代

#### 2006年シーズン：ルーキーシーズン
ゴストコウスキーは、2006年のNFLドラフトで4巡目全体118位でニューイングランド・ペイトリオッツに指名された。
当時、ペイトリオッツはオフシーズンに正キッカーであったアダム・ビナティエリをフリーエージェントで失い、チームにはフリーエージェントで契約したベテランキッカーのマーティン・グラマティカのみが所属していた。そのため、ゴストコウスキーはトレーニングキャンプでグラマティカとポジション争いをし、見事先発の座を射止めた。その後チームは、2006年8月23日に、グラマティカを解雇している。
2006年のプレシーズンでは、フィールドゴールを9本中9本、PATを11本中11本と、全て決め、合計38点を獲得した。このときの最長のフィールドゴールは、プレシーズン最終戦のニューヨーク・ジャイアンツ戦での54ヤードだった。
レギュラーシーズン開始後は、2006年11月26日のシカゴ・ベアーズ戦で52ヤードのフィールドゴールを決め、彼の早期のNFLキャリアにおいて最長の記録を残した。また、これは、ジレット・スタジアムで記録した最長のキックだった。
最終的に、2006年シーズンを最高得点のルーキーとして終え、20回のフィールドゴール、43回のPATを決め、合計103点を記録し、ジャクソンビル・ジャガーズのランニングバックのモーリス・ジョーンズ＝ドリューが記録した96点を上回った。
ゴストコウスキーはルーキーシーズンの序盤は、2回連続でキックがブロックされるなど、苦戦を強いられていたが、チームの前シーズンのビナティエリよりもキックオフが著しく長かった。2006年シーズン中に、1キックオフ平均65.5ヤード、リターン平均23ヤード、合計12タッチバックを記録した（前シーズンのビナティエリは1キックオフ平均61.6ヤード）。また、フィールドゴールにおいても、26回中20回（成功率76.9%）を成功させ、相手チームを上回る成績を残した（相手のキッカーは30 回中22回の成功（成功率73.3%））。
ルーキーシーズンの成績は、前シーズンのビナティエリとほぼ変わらなかった（前シーズンのビナティエリの成績：FGを35回中27回成功（成功率77.3%）、3本のPATミス（42回中39回成功））。
また、ルーキーシーズン中に3人の異なるホルダーを経験し、1人目のホルダーのジョシュ・ミラーは第11週に負傷者リストに入れられたため、チームはケン・ウォルターと署名し、トッド・ザウアーブルンにパンターを任せたが、最終的にホルダーはバックアップクォーターバックのマット・キャセルが担った。

##### ポストシーズン
2006年のワイルドカードラウンドのニューヨーク・ジェッツ戦で、3本のフィールドゴール全てを決め（20ヤード、40ヤード、28ヤード）、4本のPATを決めた。
AFCディビジョナル・プレーオフのサンディエゴ・チャージャーズとの対戦では、3本中3本のフィールドゴールを決め、ペイトリオッツのポストシーズン史上最長の50ヤードのフィールドゴールを記録した。また、残りの2本は、第3クォーターの34ヤード、第4クォーターの残り時間1分10秒で決めた31ヤードのフィールドゴールだった。そして、ゴストコウスキーはプレーオフでの第4クォーターまたはオーバータイムで勝利の決定打となるキックを決めたルーキーキッカーの3人のうちの1人となった。
第2クォーターには、ジャバー・ガフニーのタッチダウンの後に、PATも決めている。
AFCチャンピオンシップでは、2本のフィールドゴール、4本のPAT全てを決めた。
ヴィナティエリ時代からのファンの期待
プレーオフで大きな活躍を見せてきたビナティエリから、NFL経験のないルーキーのゴストコウスキーへの移行だったため、プレーオフでのファンからの精査は大きくかかった。しかし、ゴストコウスキーは8回のフィールドゴールすべてを決め、見事なパフォーマンスを見せた。

#### 2007年シーズン
2007年シーズンは、レギュラーシーズンの最初の12週間でフィールドゴール回数がリーグ30位だった（16回中14回の成功）ものの、61点のエクストラ・ポイント（PAT）を記録し、その12週間で2006年の記録に追いつき、リーグをリードするものとなった。
第15週のニューヨーク・ジェッツ戦で、元マイアミ・ドルフィンズのキッカーのウーヴェ・フォン・シャーマンの1シーズンあたりに記録したエクストラ・ポイントの記録（67点）を破った。第16週のマイアミ・ドルフィンズ戦で、フォン・シャーマンの70回のPAT回数の記録を破った。ゴストコウスキーは、PATを74回中74回の全てを決め、1999年のセントルイス・ラムズのジェフ・ウィルキンスの64回中64回成功という記録を破った（これらのPAT記録は、2013年にデンバー・ブロンコスのキッカー、マット・プレイターが上回った）。また、フィールドゴールにおいては、24回中21回を決め、シーズン合計137点を記録した。これは、その年のすべての選手が獲得した合計得点の中で3番目に高いものだった（1位がグリーンベイ・パッカーズのルーキーキッカーのメイソン・クロスビーの141点、2位はニューイングランド・ペイトリオッツのワイドレシーバーのランディ・モスの138点）。
第13週のボルチモア・レイブンズ戦では、レイブンズのラインバッカーのバート・スコットのアンスポーツマンライク・コンダクトと、オフサイドの２つの反則が重なり、レイブンズ陣35ヤードラインからキックオフすることとなった。結局、そのキックオフはタッチバックとなったが、試合後、ペイトリオッツがボールをアウト・オブ・バウンズで蹴ることでフィールドポジションを良くすることができたのではないかと議論になった。

##### ポストシーズン
ポストシーズンには、ディビジョナル・ラウンドのジャクソンビル・ジャガーズ戦で、2回のフィールドゴールを蹴り、1本は成功させたが、もう1本は不成功だった。また、ポストシーズンでキックを外したのは彼だけだった。一方、PATは全て決めた。AFCチャンピオンシップのサンディエゴ・チャージャーズ戦でも、3本のPATを全て決めた。第42回スーパーボウルでは、2本のPATを決めるも、チームは敗北した。

#### 2008年シーズン
2008年シーズンの第2週のニューヨーク・ジェッツ戦で、ゴストコウスキーは勝利に大きく貢献した。この試合は、先発QBのトム・ブレイディのシーズン終了の怪我をし、控えQBマット・キャセルが先発としてNFLデビューを飾った試合だった。そのため、オフェンスの安定感を欠いたものの、ゴストコウスキーのそれぞれ21ヤード、37ヤード、28ヤード、27ヤードの合計4つのフィールドゴールの成功、6回のキックオフのうち5回でタッチバックを記録したことが、ペイトリオッツの勝利に大きく結びついた。
10月には、フィールドゴールを10本中9本を、PATにおいても11本中11本を決め、チーム最高の38点を記録した後、NFLキャリア初のAFCスペシャルチーム部門月間最優秀選手賞に選ばれた。
第16週のアリゾナ・カージナルス戦では、4本のフィールドゴール、5本のPATを成功させ、彼のNFLキャリアの中で最高得点を記録した。この試合で、シーズン中に決めたフィールドゴールの数は合計34本となり、トニー・フランクリンの1986年のフランチャイズ記録である、32本のフィールドゴール成功、合計獲得点数141点を破った（元ワイドレシーバー/キッカーのジーノ・カペレッティは、1964年にペイトリオッツで155点、1961年に147点を記録したが、これにはレシーバーとして獲得した44点と56点が含まれている）。
最終的に、ゴストコウスキーは、1シーズン中に獲得した点数において、NFL史上13番目に高い148点を記録し、シーズンを終えた。また、36回のフィールドゴール成功はNFL史上6番目に多く、ニール・ラッカーズが2005年に40回のフィールドゴールを決めて以来だった。
2008年12月、ゴストコウスキーはAFCチームのキッカーとして、キャリア初のプロボウルに選ばれた。彼のプロボウル入りは、ファン投票ではなく、選手とコーチの投票によるものだった。また、AP通信は、オールプロの第1チームに投票し、キッカーの50票のうち28票を獲得した。

#### 2009年シーズン

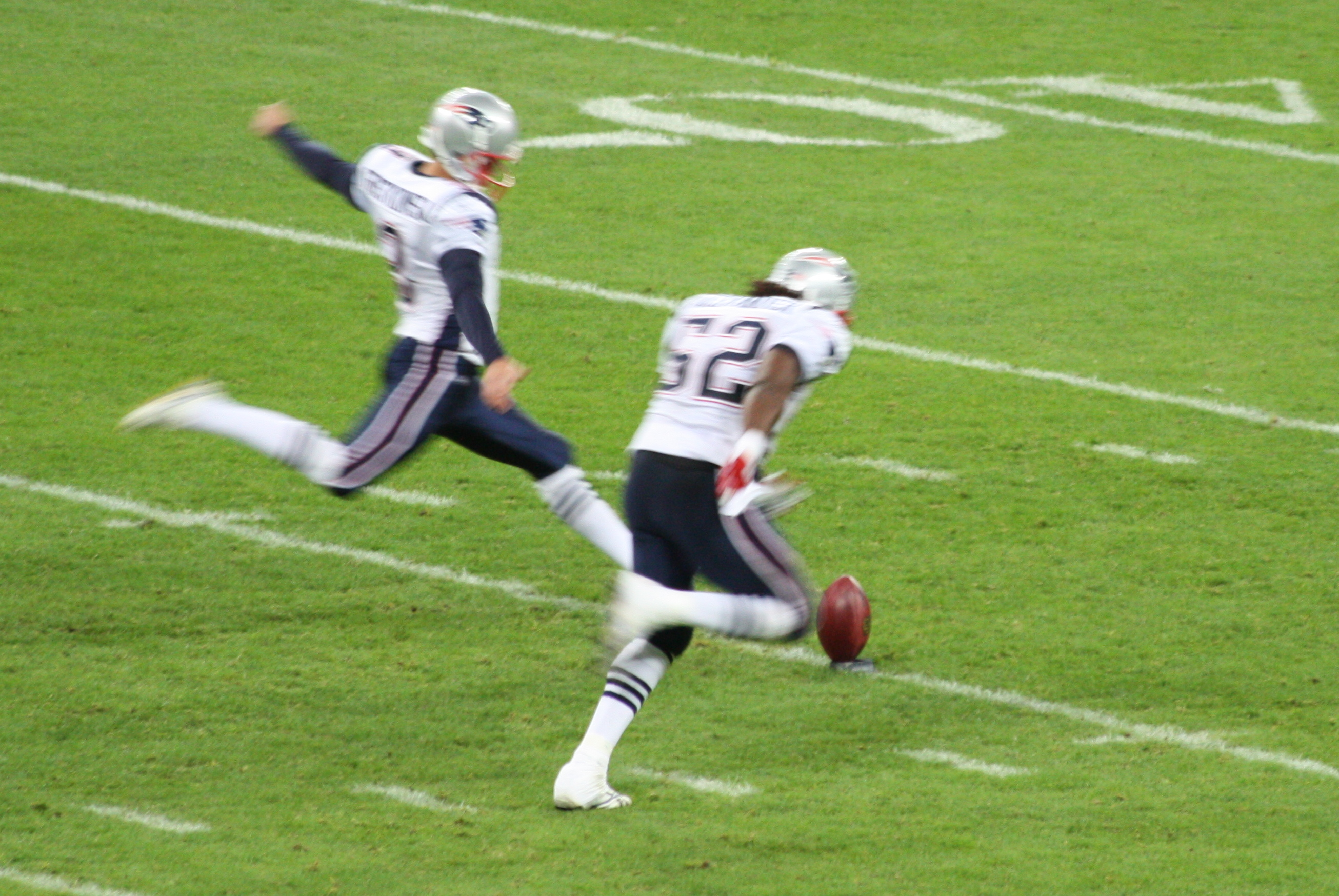
2009年10月のゴストコウスキーによるキックオフ

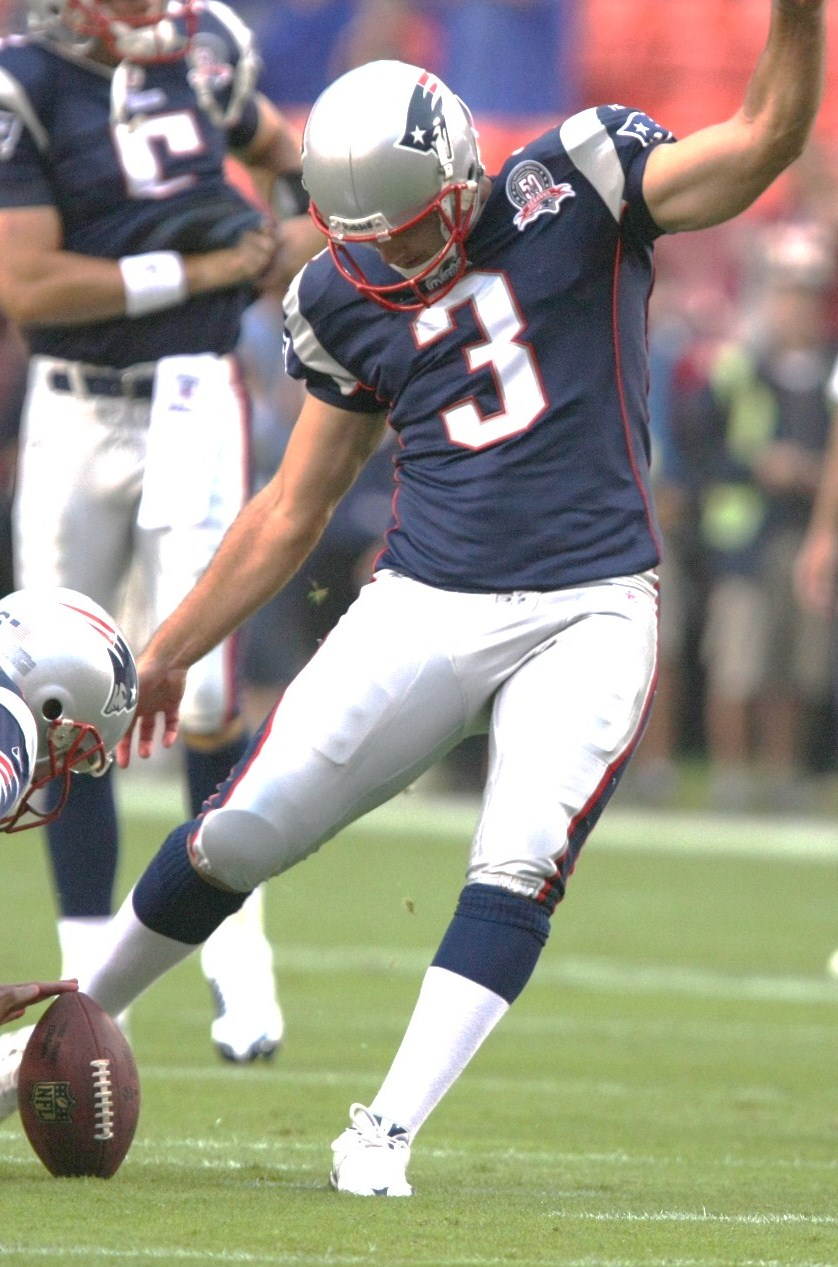
2009年のプレシーズンでのゴストコウスキー

2009年シーズンの第1週のバッファロー・ビルズ戦で、NFLキャリア初のファンブルリカバーを記録した。ペイトリオッツが24-19で負けていた状況、キックオフリターンでビルズのレオディス・マッケルビンがボールをファンブルした際に、ビルズ陣31ヤードでボールをリカバーした。トム・ブレイディは試合後の記者会見で、このプレーについて述べ、ゴストコウスキーのルーキーシーズン中に元ペイトリオッツのパンターであるジョシュ・ミラーがさよならゲームから得た「ミート」というニックネームをゴストコウスキーにつけた。
第9週のマイアミ・ドルフィンズ戦では、ペイトリオッツのオフサイドで自陣25ヤードラインからタッチバックを記録し、また、4本のフィールドゴールを決め、キャリア初のAFCスペシャルチーム部門週間最優秀選手賞に選ばれた。
最終的に、31本中26本のフィールドゴールを成功（成功率83.9%）、PATは47本中47本全てを成功、キックオフでは当時のキャリア最高の平均67.8ヤードを記録し、シーズンを終えた。

#### 2010年シーズン
ゴストコウスキーの契約は通常なら2009年シーズンで切れ、無制限フリーエージェントになるが、NFLPAの団体交渉協定が期限切れになったため、ゴストコウスキーは制限付きフリーエージェントとなった。そのため、ペイトリオッツは、2010年シーズンに176万ドルという入札契約を提示し、4月17日に契約に合意した。そして、2010年8月26日に、ペイトリオッツと4年間の契約延長を結び、これにより、1年間の入札契約に4年が追加された。この契約延長で、2011年から2014年までの4年間で1,400万ドルの契約となった。
2010年シーズンの最初の2試合で4回中3回のフィールドゴールを外したが、第4週のマイアミ・ドルフィンズ戦では、1試合で5回のタッチバックを記録した。また、2週間後のボルチモア・レイブンズ戦では、延長戦にもつれこんだが、ゴストコウスキーのフィールドゴールで勝利した。
第9週のクリーブランド・ブラウンズ戦で太ももを負傷し、フル出場は叶わなかった。3日後の11月10日には、大腿四頭筋断裂で負傷者リストに入れられ、シーズン絶望となった。ペイトリオッツはベテランキッカーのシェイン・グラハムを代替として獲得した。
2010年シーズンを通して、平均キックオフ距離67.9ヤードでキャリア最高を記録した一方、フィールドゴールは13本中10本 (成功率76.9%)で、2006年からのキャリア最低を記録した（当時）。また、PATは26本中26本ですべて成功させた。

#### 2011年シーズン
2011年シーズンのオフシーズンには、大腿四頭筋の怪我から復帰し、その時にルーキーシーズン以来初めて、ゴストコウスキー以外のキッカーがいるトレーニングキャンプを過ごした。チームは、このオフシーズンに元マサチューセッツ大学のキッカーのクリス・ケップリンと契約をした。しかし、チームはレギュラーシーズンが始まる前にケップリンをリリースした。
第16週のマイアミ・ドルフィンズ戦では、キックオフ時にタックルを記録している。ゴストコウスキーはマイアミ陣38ヤードラインでドルフィンズのリターナーのクライド・ゲイツにタックルし、タッチダウンを阻止した。その後、ドルフィンズのオフェンスはファンブルを喫し、残り時間でペイトリオッツのオフェンスはタッチダウンを記録し、27対24で勝利した。この試合はペイトリオッツの「偉大な」カムバックのひとつとして挙げられることがある。
最終的に、2011年シーズンには、2007年シーズンのキャリア最高の成績を5点下回る143点を記録した。フィールドゴールは33回中28回の成功、59回のPATはすべて成功させた。
また、ゴストコウスキーは、2011年シーズンにすべての試合で5点以上を獲得した2人のキッカー（もう1人は当時49ers所属のデビッド・エイカーズ）の1人であり、NFL史上3番目の偉業を成し遂げた選手となった（ゲイリー・アンダーソンが1998年に初めて達成）。
2011年のポストシーズンには、ゴストコウスキーの所属するペイトリオッツは第46回スーパーボウルに出演し、2回のPATとフィールドゴールを成功させたが、チームはニューヨーク・ジャイアンツに21対17で敗北している。

#### 2012年シーズン
2012年シーズンの第11週のインディアナポリス・コルツ戦では、31ヤードのフィールドゴールの成功も合わさり、8点を獲得し、彼のキャリア最高記録と並んだ。
最終的に、2012年シーズンには、66回全てのPATと、35回中29回のフィールドゴールを成功させ、合計153点を獲得し、2012年シーズンに最も得点した選手となった。

#### 2013年シーズン

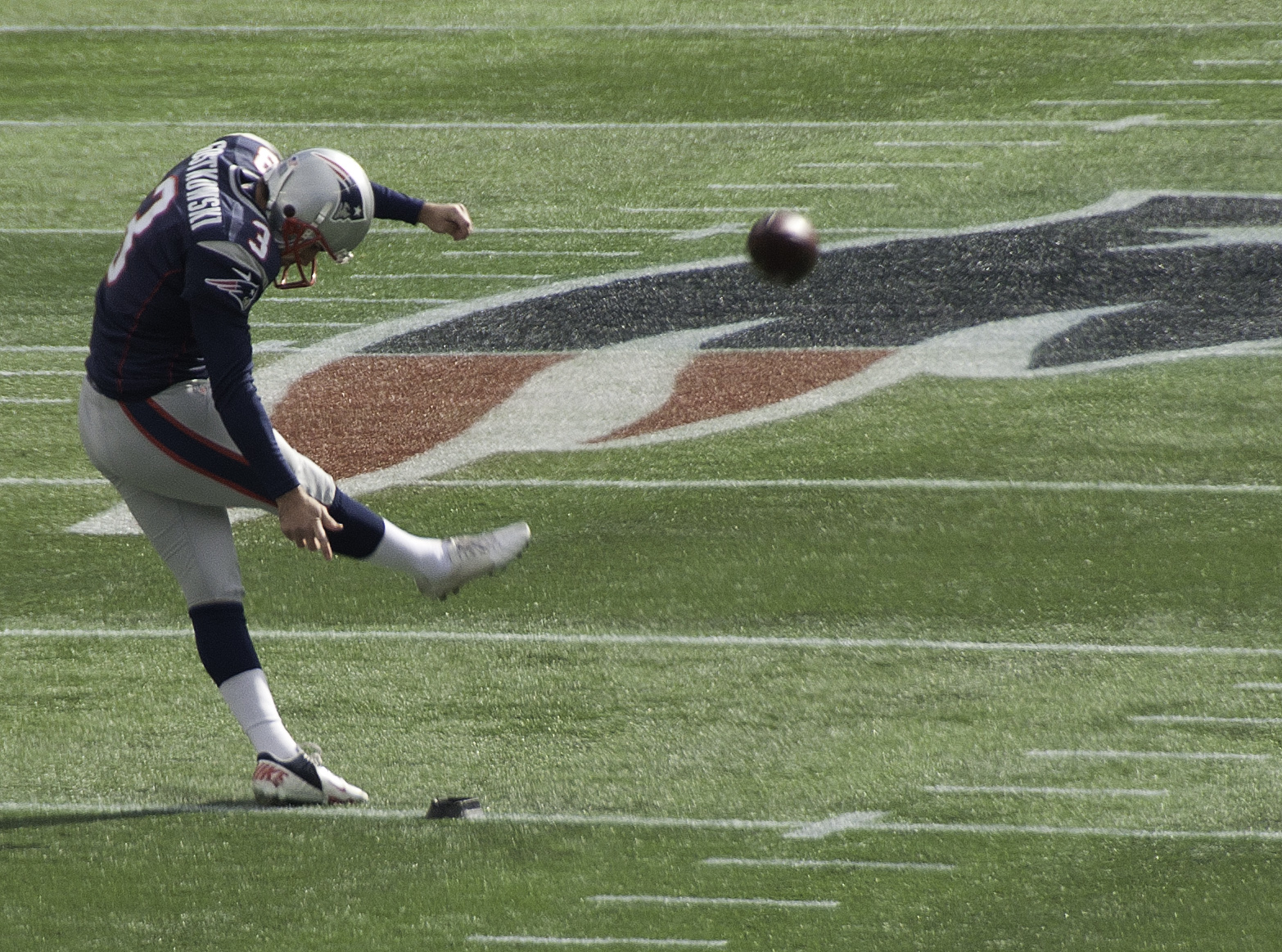
2013年シーズンのゴストコフスキ

バッファロー・ビルズとのシーズン開幕戦で、3本中3本のフィールドゴールを決め、そのうちの1本は35ヤードの試合の勝利を決定づけるものだった
ゴストコウスキーは、ニューイングランド・ペイトリオッツのフランチャイズ記録を樹立し、1シーズンあたりのフィールドゴール数で、41回中38回を成功させた。
2014年1月11日の AFCディビジョナル・ラウンドのインディアナポリス・コルツ戦では、第2クォーターの途中で、その試合で1パントあたり平均41.8ヤードを記録していパンターのライアン・アレンが負傷したため、ゴストコウスキーが代わりを務めた。2014年1月20日、第48回スーパーボウルでプレーしたデンバー・ブロンコスのキッカーのマット・プラターに代わって、キャリア2度目のプロボウルに指名された。

#### 2014年シーズン
第3週のオークランド・レイダース戦では3本のフィールドゴール全てを決めた。偶然にも、その試合で得点した選手は全員、名前が「〜コウスキー」で終わる選手だった。レイダースの得点した選手は、セバスチャン・ジャニコウスキー、ペイトリオッツの得点した選手は、ゴストコウスキー含む、タイトエンドのロブ・グロンコウスキーだった。第15週のマイアミ・ドルフィンズ戦では、2005年にビナティエリのペイトリオッツ時代のキャリア得点記録を破った。これは、ゴストコウスキーがペイトリオッツに所属してから134試合目のことだった。
2014年シーズンは、NFLをリードする37回中35回のフィールドゴールを成功させ、終えた (成功率94.6%、キャリア最高)。その後、3度目のプロボウル入りを果たし、オールプロ（ビナティエリに次ぐ）の第2チームに選ばれた。
2014年のポストシーズンに、チームは第49回スーパーボウルに出場し、シアトル・シーホークスを28対24で破った。この試合で、フィールドゴールは蹴らなかったが、4回のPATを決めた。また、ゴストコウスキーのスーパーボウル制覇はキャリア初のことである。

#### 2015年シーズン
第3週のジャクソンビル・ジャガーズ戦で、通算423回連続のPATを成功させ、マット・ストーバーの422回の記録を破った。最初の3週間で、14回のPATと7回のフィールドゴールすべてを成功させ、キャリア3度目となるAFCスペシャルチーム部門週間最優秀選手賞に選ばれた。 第5週のダラス・カウボーイズの試合中の前半終了間際の57ヤードのフィールドゴール成功で、ビナティエリのフランチャイズ記録と並んだ。シーズン最初の5試合で、フィールドゴールを12本中12本、PATを21本中21本全てを決めた。また、第7週のニューヨーク・ジェッツ戦でも、3本のフィールドゴールを全て決め、この時点で15本連続で決めており、10月29日のマイアミ・ドルフィンズ戦でも、PATを4本、52ヤードを含むフィールドゴールを2本全てを決めた。11月15日のニューヨーク・ジャイアンツ戦では、残り1秒で決めた54ヤードのフィールドゴールで、チームは勝利をし、チームの9勝0敗に貢献した。さらに、この試合で、ペイトリオッツのフィールドゴールの歴代リーダーであるアダム・ビナティエリを上回った。第10週時点で、フィールドゴール21本中21本、PATを34本中34本全てを決めていた。しかし、第11週のバッファロー・ビルズ戦で54ヤードのフィールドゴールを外した。 これは、2014年11月30日以来のフィールドゴール不成功であり、2013年シーズンの第2週以来のホームでのキック不成功だった。
最終的に、151点を記録し、2015年シーズンを終え、4シーズン連続で150点を超えた。 NFLの歴史上、150点を2回以上超えた選手はいない。
そして、2015年のプロボウルの2人の先発キッカーのうちの1人に選ばれた（もう1人は、ダラス・カウボーイズのダン・ベイリー）。これで、プロボウルに3年連続で選ばれ、プロボウル入りを果たしたのは4回目となった。また、2015年のオールプロ（AP通信）の第1チームのキッカーにも50票中47票を獲得し、選ばれた。残りの3票はベイリーだった。

##### ポストシーズン
デンバー・ブロンコスとのAFCチャンピオンシップで、2006年以来のPATの不成功を記録し、523回連続の成功の記録を途絶えさせた。この試合でチームがゲーム終了間際に2ポイントコンバージョンに失敗し、20対18で敗れた後の記者会見で、ゴストコウスキーは敗因は自分のせいにあると述べた。しかし、試合中に2本のフィールドゴールも決めていたため、ヘッドコーチのビル・ベリチックやチームメイトのトム・ブレイディや、ジュリアン・エデルマン、ローガン・ライアン、ロブ・グロンコウスキー、ダニー・アメンドーラ、マルコム・バトラーらは敗けたのはゴストコウスキーのせいではないとゴストコウスキーを擁護した。NFLがPATのラインを2ヤードから15ヤードに戻して以来、56回目での不成功だった。
しかし、The NFL Record & Fact Bookでは、レギュラーシーズンの連続記録を計算する際にプレーオフの成績は含まれないため、ゴストコウスキーのPATの記録は463回の連続成功となっている。

#### 2016年シーズン
2016年のオフシーズン中に、NFLはキックオフのルールを変更し、タッチバックになった場合にはオフェンスに追加の5ヤードが与えられ、レシーブチームのオフェンスのドライブが従来の20ヤードラインからではなく、25ヤードラインから始まることとなった。これを逆手に取ったペイトリオッツは、ゴストコウスキーの能力を利用し、飛行時間が長いがフィールド内に着地する「モルタルキック」を使用し、相手チームにリターンをさせ、25ヤードよりも前からプレーをさせる作戦をとった。第1週のアリゾナ・カージナルス戦で、ペイトリオッツがモルタルキックを使用し、8ヤードラインから最後のカージナルスオフェンスのドライブを開始させ、時間不足に陥らせることで、勝利した。また、第3週のヒューストン・テキサンズ戦においても、モルタルキックが功を奏し、キックオフで2回のファンブルを奪い取った。
また、第13週には、45ヤード越えのキック3回を含む4回のフィールドゴールすべてを決め、2回のPAT全てを決めたため、AFCスペシャルチーム部門週間最優秀選手賞に選ばれた。しかし、第6週のシンシナティ・ベンガルズ戦でPATを外し、レギュラー シーズンの連続記録を479回で途絶えさせた。
最終的に、2016年シーズンを総得点127点（フィールドゴール32点中27点、エクストラポイント49点中46点）でリーグ8位タイで終えた。ゴストコウスキーが総得点でNFL1位とならなかったのは、2011年以来初めてのことである。
ゴストコウスキーは、2017年のプレーオフ中に、ワイドレシーバーのオデル・ベッカム・ジュニアやアントニオ・ブラウンら出演していたペプシのコマーシャルに出演した。
その後、チームは第51回スーパーボウルへと進み、ゴストコウスキーは、スーパーボウルの歴史上、史上初のPATを蹴らずに優勝したチームのキッカーとなった。これは、ペイトリオッツの1本目のタッチダウンの後にPATを外し、2本目と3本目のタッチダウンの後に2 ポイントコンバージョンを選択しなければならなかったためである。しかし、フィールドゴールは、第2クォーターの41ヤード、第4クォーターの33ヤードを決めている。

#### 2017年シーズン
第4週のカロライナ・パンサーズ戦で58ヤードのフィールドゴールを決め、アダム・ビナティエリと並んでいた57ヤードの記録を更新し、新しいフランチャイズ記録を打ち立てた。そして、第11週にメキシコシティのエスタディオ・アステカで行われたオークランド・レイダース戦では、前半終了間際の62ヤードのフィールドゴールでその記録を塗り替えた。62ヤードのフィールドゴールは、NFL史上6番目に長いフィールドゴールとなった。その試合で、4本のフィールドゴールを決め、AFCスペシャルチーム部門週間最優秀選手賞に選ばれた。
最終的に、2017年シーズンを通して、PATを47本中45本、フィールドゴールを40本中37本決めた。また、シーズン中に獲得した156点は、元ロサンゼルス・ラムズのグレッグ・ズーラインに次いで、リーグで2番目に高い合計だった。ゴストコウスキーがキャリアで150点を超えたのはこれで5回目である。
その後、チームは第52回スーパーボウルへと進み、ゴストコウスキーは、キッカーのスーパーボウル出場回数で元ペイトリオッツのアダム・ビナティエリと5回で並んだ。この試合で、2本のフィールドゴールと3本のPATを決めるも、第2クォーターに1本のフィールドゴール、1本のPATを外した。

#### 2018年シーズン
2018年シーズンは130点を獲得した。
ポストシーズンには、チームが第53回スーパーボウルに進んだため、キッカーのスーパーボウル出場回数で元ペイトリオッツのアダム・ビナティエリを抜いて、最多出場の記録を更新した。
第53回スーパーボウルでのロサンゼルス・ラムズとの対戦では、1本のフィールドゴールを外したものの、ペイトリオッツが先制してからは、2回のフィールドゴールを決めた。このうちの1つは、試合残り2分未満での41ヤードのフィールドゴールで、点差を10点に広げ、ペイトリオッツの勝利を確実にするものだった。

#### 2019年シーズン
2019年4月9日、ゴストコウスキーはペイトリオッツと2年850万ドルで再契約した。
2019年10月2日、左腰の負傷により、14年間のキャリアで2度目の故障者リストに入れられた。マイク・ニュージェントを代替として契約を結ぶも、最終的に放出された。その後、現ペイトリオッツのキッカーのニック・フォークと契約を結ぶも、その後リリースされ、カイ・フォーバスと契約した。最終的には、フォークと再契約をし、先発キッカーとなった。
2020年3月23日、14年に渡ってプレーしたペイトリオッツから放出された。

### テネシー・タイタンズ時代
2020年9月3日、テネシー・タイタンズはゴストコウスキーと1年契約を結んだ。
これで、2006年から2008年までチームメイトだったマイク・ブレイベルヘッドコーチの下でプレーすることとなった。
シーズン開幕戦のデンバー・ブロンコスとの対戦では、苦戦を強いられ、3本のフィールド ゴールと1本のPATを外したが、試合残り時間17秒で、フィールドゴールを決め、チームの勝利に貢献した。第2週のジャクソンビル・ジャガーズ戦では、4本中3本のPATと、第4クォーター終了間際の49ヤードを含む2本のフィールドゴールを決めた。第3週のミネソタ・バイキングス戦では、第4クォーター終盤に決めた55ヤードを含め、6本のフィールドゴールすべてを決めた。その活躍で、AFCスペシャルチーム部門週間最優秀選手賞に選ばれた。2020年10月1日には、9月の活躍でAFCスペシャルチーム部門月間最優秀選手賞に選ばれている。しかし、第6週から第8週に渡って蹴られたフィールドゴールで5本中1本しか決めることができなかった。 第7週のピッツバーグ・スティーラーズ戦は、キックが成功していれば、試合をオーバータイムに持ち込むことができたが、叶わなかった。その後、第9週〜第16週に渡って蹴られた9つのフィールドゴールのうち外したのは1本のみだった。第16週の後に、リザーブ/ COVID-19リストに入れられたため、第17週のヒューストン・テキサンズ戦は欠場となり、ルーキーのサム・スローマンが代わりを務めた。チームは11勝5敗でAFC南地区を制し、ゴストコウスキーは2020年シーズンを、26本中18本のフィールドゴール成功、46本中44本のPAT成功で終えた。後日、リザーブ/COVID-19リストから外れ、プレーオフでプレーすることとなった。ワイルドカードゲームでのボルチモア・レイブンズとの対戦では、フィールドゴールを2本決め、PATを1本決めた。
その後、タイタンズはゴストコウスキーと再契約しなかったため、2021年シーズンにフリーエージェントとなった。

## 私生活
ゴストコウスキーと妻ハリーは、メンフィス大学で出会い、2008年に結婚した。ハリーはボストン病院で看護師をしており、夫妻は2人の息子と2016年に生まれた娘と一緒にマサチューセッツ州レンサムに住んでいる。